# Eulobus crassifolius
Eulobus crassifolius är en dunörtsväxtart som först beskrevs av Edward Lee Greene, och fick sitt nu gällande namn av Warren Lambert Wagner och Hoch. Eulobus crassifolius ingår i släktet Eulobus och familjen dunörtsväxter. Inga underarter finns listade i Catalogue of Life.